# بيت الصفاة
بيت الصفاة هو معلم ثقافي في ولاية الحمراء تم بناء البيت في زمن اليعرابة قبل 400 عام في عهد الشيخ زهران بن محمد بن إبراهيم العبري حيث أصبح هذا البيت مركزاً سياسياً واجتماعياً في المنطقة، حيث كانت تسير الأمور وتصدر الأوامر منه. كان بيت الصفاة مقر سكن له ولأولاده من بعده. خرج من البيت عدد من الشخصيات البارزة من علماء وقضاة وولاة.أتت فكرة إنشاء مشروع بيت الصفاة عام 2005، ليقدم الحياة العمانية للزوار.

## وصلات خارجية
- موقع بيت الصفاة